# Консепсион Џанкшон (Мисури)
Консепсион Џанкшон (енгл. Conception Junction) град је у америчкој савезној држави Мисури.

## Демографија
По попису из 2010. године број становника је 198, што је 4 (-2,0%) становника мање него 2000. године.
| Група             | 2000.       | 2010.        |
| Белци             | 196 (97,0%) | 198 (100,0%) |
| Афроамериканци    | 0 (0,0%)    | 0 (0,0%)     |
| Азијати           | 0 (0,0%)    | 0 (0,0%)     |
| Хиспаноамериканци | 0 (0,0%)    | 0 (0,0%)     |
| Укупно            | 202         | 198          |